# Ormes (Eure)
Ormes ist eine französische Gemeinde mit 460 Einwohnern (Stand: 1. Januar 2022) im Département Eure in der Region Normandie. Sie gehört zum Arrondissement Évreux und zum Kanton Conches-en-Ouche sowie zum Gemeindeverband Pays de Conches. Die Einwohner werden Ormais genannt.

## Geografie
Ormes liegt etwa 13 Kilometer westnordwestlich von Évreux. Umgeben wird Ormes von den Nachbargemeinden Le Tilleul-Lambert im Norden und Nordwesten, Graveron-Sémerville im Norden, Tournedois-Bois-Hubert im Osten und Nordosten, Claville im Osten und Südosten, Ferrières-Haut-Clocher im Süden und Südosten, Portes im Süden sowie Émanville im Westen.

## Bevölkerungsentwicklung
| Jahr      | 1962 | 1968 | 1975 | 1982 | 1990 | 1999 | 2006 | 2014 |
| Einwohner | 285  | 255  | 293  | 309  | 389  | 383  | 340  | 523  |

Quelle: INSEE